# Xyris toronoana
Xyris toronoana är en gräsväxtart som beskrevs av Robert Kral. Xyris toronoana ingår i släktet Xyris och familjen Xyridaceae. Inga underarter finns listade i Catalogue of Life.